# Marjan Kalhor
Marjan Kalhor (persisch مرجان کلهر; * 21. Juli 1988 in Teheran) ist eine iranische Alpin- und ehemalige Grasskiläuferin. Sie nahm 2005 an der Grasski-Weltmeisterschaft, mehrmals an Alpinen Skiweltmeisterschaften und 2010 als erste iranische Frau an Olympischen Winterspielen teil. Im Grasski-Weltcup erreichte sie einen Podestplatz, im Alpinen Skiweltcup startete sie bisher nicht.

## Karriere

### Ski Alpin
Kalhor wuchs im iranischen Skiort Dizin auf und begann im Alter von vier Jahren mit dem Skilauf. Im Winter 2005/06 nahm sie im Iran und in der Türkei an ihren ersten FIS-Rennen im Alpinen Skisport teil. Sie erreichte von Beginn an gute Platzierungen und feierte am 6. April im Riesenslalom von Dizin ihren ersten Sieg. Im nächsten Winter erreichte sie wieder mehrere Podestplätze bei FIS-Rennen und Anfang April 2007 wurde sie Iranische Meisterin im Riesenslalom. Insgesamt sieben Siege bei FIS-Rennen im Iran gelangen ihr in der Saison 2007/08 und im März gewann sie die iranischen Meisterschaften im Riesenslalom und im Super-G. Im April 2008 startete sie erstmals bei stärker besetzten FIS-Rennen in der Schweiz, konnte sich dabei aber immer nur an letzter Stelle platzieren.
Im Februar 2009 nahm Kalhor als eine von drei Iranerinnen an den Weltmeisterschaften in Val-d’Isère teil. Im Riesenslalom belegte sie als Letzte den 60. Platz, im Slalom wurde sie nach einem Torfehler im ersten Durchgang disqualifiziert. Eine Woche später wurde Kalhor Iranische Meisterin im Slalom und im Riesenslalom und im weiteren Saisonverlauf erreichte sie noch mehrere Podestplätze bei FIS-Rennen in ihrer Heimat. Im Winter 2009/2010 wurde Kalhor zum vierten Mal Iranische Meisterin im Riesenslalom und gewann mehrere FIS-Rennen. Bei den Olympischen Winterspielen 2010 in Vancouver war Kalhor die erste Iranerin, die an Olympischen Winterspielen teilnahm. Bei der Eröffnungsfeier war sie die Fahnenträgerin der iranischen Delegation. Sie belegte im Riesenslalom mit einem Rückstand von 38,28 Sekunden den 60. Platz und im Slalom mit 35,71 Sekunden Rückstand den 55. Rang. Damit war sie jeweils die Letzte der gewerteten Läuferinnen.
Nach weiteren Siegen in FIS-Rennen und vier nationalen Titeln zu Beginn des Jahres 2011 nahm Kalhor auch an den Weltmeisterschaften 2011 in Garmisch-Partenkirchen teil. Im Slalom belegte sie den 55. Platz unter 60 gewerteten Läuferinnen und im Riesenslalom den 88. Platz unter 91 gewerteten Läuferinnen. Im Jahr 2012 kamen weitere Siege in FIS-Rennen und drei iranische Meistertitel hinzu.

### Grasski
Im Grasski hatte Kalhor ihre ersten internationalen Auftritte bei den FIS-Rennen in der tschechischen Gemeinde Branná im August 2005. Ihr bestes Resultat dabei war der achte Platz im Slalom. Vier Wochen später nahm sie an der Weltmeisterschaft 2005 in ihrer Heimat Dizin teil, wo sie zwar nicht an die Zeiten der Spitzenläuferinnen herankam, sich aber dreimal unter den besten zehn platzieren konnte. Im Riesenslalom belegte sie Platz acht, im Slalom Platz neun, in der Kombination Rang zehn und im Super-G Rang 13. Nachdem sie im Jahr 2006 an keinen Grasskirennen teilgenommen hatte, startete Kalhor im Juli 2007 erstmals in einem Weltcuprennen. Im Riesenslalom von Dizin, bei dem allerdings nur sehr wenige ausländische Läuferinnen am Start waren, erreichte sie den zweiten Platz und damit in der Saison 2007 punktegleich mit ihrer Landsfrau Mitra Kalhor den 13. Rang in der Gesamtwertung. In der Saison 2008 nahm sie wieder an einem Weltcuprennen in Dizin teil und kam diesmal auf Platz acht im Super-G und damit auf Rang 16 im Gesamtklassement. An weiteren Grasskirennen nahm sie bisher nicht teil.

## Erfolge Ski Alpin

### Olympische Spiele
- Vancouver 2010: 55. Slalom, 60. Riesenslalom

### Weltmeisterschaften
- Val-d’Isère 2009: 60. Riesenslalom
- Garmisch-Partenkirchen 2011: 55. Slalom, 88. Riesenslalom
- Schladming 2013: 84. Slalom, 90. Riesenslalom
- St. Moritz 2017: 73. Riesenslalom
- Cortina d’Ampezzo 2021: 42. Slalom
- Méribel 2023: 69. Slalom

### Iranische Meisterschaften
- Kalhor ist 13-fache Iranische Meisterin im Alpinen Skilauf: Riesenslalom 2007–2012, Slalom 2009 und 2011, Super-G 2008 und 2011–2012, Super-Kombination 2011–2012

## Erfolge Grasski

### Weltmeisterschaften
- Dizin 2005: 8. Riesenslalom, 9. Slalom, 10. Kombination, 13. Super-G

### Weltcup
- Eine Podestplatzierung, ein weiteres Mal unter den besten zehn